# Ulysses (Nebraska)
Ulysses est un village du comté de Butler, dans l'État du Nebraska, aux États-Unis. En 2020, il comptait une population de 196 habitants.